# Olivia Vermeulen
Olivia Vermeulen  (* 1978) ist eine niederländische Sängerin (Mezzosopran).

## Leben
Olivia Vermeulen begann ihr Studium 1997 bei Caren van Oijen in Arnhem und setzte es im Sommer 2000 bei Mechtild Böhme an der Musikhochschule Detmold fort. Im September 2003 wechselte sie an die Universität der Künste Berlin zu Julie Kaufmann, wo sie 2007 ihren Abschluss machte. Daneben besuchte sie Meisterkurse bei Andreas Scholl, Thomas Quasthoff, René Jacobs und Dietrich Fischer-Dieskau.
Nach dem Studium gehörte sie 2008 bis 2010 zum Opernstudio der Komischen Oper in Berlin. Seitdem ist sie freiberuflich tätig und hatte zahlreiche vielbeachtete Auftritte auf internationalen Opernbühnen sowie in Konzerten. Ihr Repertoire reicht von der Barockmusik bis zur zeitgenössischen Musik.

## Auszeichnungen
- 2008: Preis beim internationalen Liedwettbewerb „La Voce“ des Bayerischen Rundfunks
- 2020: Preis der deutschen Schallplattenkritik, Jahrespreis, für Dirty Minds[2]

## Diskographie (Auswahl)
- 2012: Nachklang. Lieder von Justus Hermann Wetzel, mit Liana Vlad (Klavier) – Genuin
- 2012: Johann Georg Reutter, Arie & Sinfonie, mit Nuovo Aspetto – Accent
- 2014: Giovanni Domenico Ferrandini, Cantate drammatiche, mit der Harmonie Universelle unter der Leitung von Florian Deuter – Accent
- 2018: John Eccles, The Mad Lover, mit der Capella Orlandi Bremen unter der Leitung Thomas Ihlenfeldt – cpo
- 2020: Dirty Minds – Lieder von Alban Berg, William Bolcom, Johannes Brahms, Claude Debussy, Benedikt Eichhorn, Hanns Eisler, Jake Heggie, Wolfgang Amadeus Mozart, Thomas Pigor, Henry Purcell, Arnold Schönberg, Franz Schubert, Robert Schumann, Kurt Weill und Hugo Wolf, mit Jan Philip Schulze (Klavier) – Challenge Classics
- 2020: Reinhard Keiser, Theatralische Music, mit der Capella Orlandi Bremen unter der Leitung Thomas Ihlenfeldt – cpo